# 07式垂直発射魚雷投射ロケット
07式垂直発射魚雷投射ロケット（まるななしきすいちょくはっしゃぎょらいとうしゃロケット）は、海上自衛隊が装備している護衛艦搭載対潜ミサイルである。

## 概要

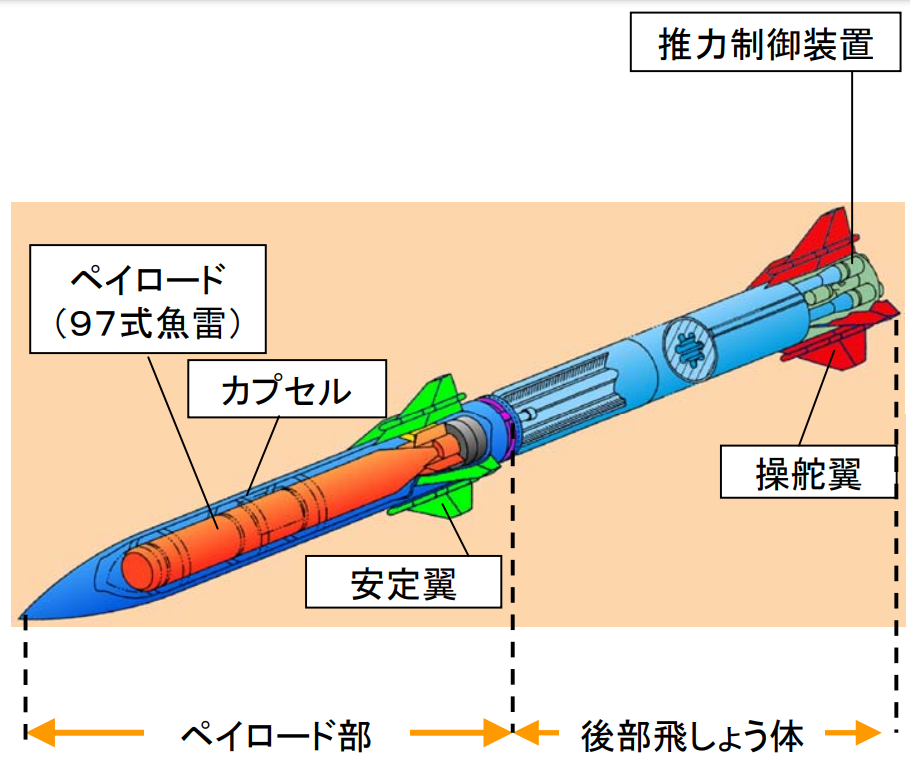
飛しょう体の構造

2007年（平成19年）に制式化した対潜水艦攻撃用兵器で、護衛艦より遠距離に誘導魚雷を投射する兵器である。ミサイルの後部がブースター部、前部の弾頭内に魚雷が搭載されており、4枚組の安定翼が胴体末尾と中間（前部弾体端）に取り付けられている。
護衛艦のMk 41VLSより発射され、初期旋回後に推力制御装置を分離し超音速で飛行後、前部弾体を切り離す。前部弾体がパラシュートにより減速された後に、フェアリングが外れ、搭載魚雷が露出する。魚雷は着水後、パラシュートを切り離し、標的の潜水艦へ向かうこととなる。なお、搭載弾頭には97式魚雷や12式魚雷が用いられる。

## 開発・装備
1999年（平成11年）度から技術研究本部によって「新アスロック」として本格開発が開始された。開発の主眼は、従来のアスロック対潜ミサイルに対し、即応性向上のための飛翔速度の高速化と遠距離探知に対応する長射程化にあり、試験艦「あすか」に搭載されたVLSで運用試験が行われた。
当初は2005年（平成17年）度に終了する予定だったが、超音速から減速のためのパラシュート開傘の挙動についての技術課題のため延長された。その後、技術課題が解決されたため、2007年（平成19年）度中に開発を完了。あきづき型護衛艦の2番艦「てるづき」（2013年（平成25年）就役）より搭載が開始された。

### 装備艦艇
- あきづき型護衛艦（2番艦以降）
- あさひ型護衛艦
- まや型護衛艦